# Marc Aryan
Ne doit pas être confondu avec Marc Arian.
Pour les articles homonymes, voir Aryan et Markarian.
 (janvier 2025).
Si vous disposez d'ouvrages ou d'articles de référence ou si vous connaissez des sites web de qualité traitant du thème abordé ici, merci de compléter l'article en donnant les références utiles à sa vérifiabilité et en les liant à la section « Notes et références ».
Marc Aryan (né Henry Markarian à Valence, France, le 14 novembre 1926 et mort le 30 novembre 1985) est un chanteur belge francophone.

## Biographie
Fils d'immigrés arméniens de nationalité libanaise, il travaille avec son père dans la confection d'aliments orientaux. Après avoir frôlé la mort à 18 ans en tombant malade, il se décide à apprendre la musique. Il veut devenir chanteur, mais - pour y arriver - il lui faut apprendre le solfège, le piano et l'harmonie. Après s'être familiarisé avec la musique et avoir écrit ses premiers textes, il part vers Paris pour tenter de dénicher un éditeur. Là, personne ne veut le produire.
Il crée alors son propre label de disques et sa propre maison d'édition, ce qui lui permet, cette fois-ci, d'enregistrer et de faire paraître ses œuvres. Le succès est immédiat. Marc Aryan rencontre un intérêt de plus en plus important, bien au-delà de la France. Il n'aura cependant pas beaucoup de temps pour en profiter puisqu'il décède le 30 novembre 1985.
En 1963, il s'était établi en Belgique, à Waterloo puis à Ohain.
En 1969, il crée son propre label et sa propre maison d'édition.
Il meurt le 30 novembre 1985 d'un arrêt cardiaque.

## Discographie
- Katy
- Volage, volage
- Bête à manger du foin
- Adieu mon bel amour
- Angelina
- Difficile à vivre
- L'amour est une prison
- Le Livre de la vie
- Nous
- Tu es n° 1 au hit-parade de mon cœur
- Un paradis
- Les Melons
- La Lettre
- Mes blanches montagnes
- Le Clocher
- Allo c'est moi
- Mon village
- Gino
- Giorgina
- C'est la vie
- Mon petit navire
- C'est impossible
- J'aimerais vieillir avec toi
- Jamais je ne dirai
- Si j'étais le fils d'un roi
- Je t'invite
- Le cœur au chômage
- C'est le temps
- Les Violons d'Albi
- La Roue de secours
- Ma vie sans toi
- Si j'avais su
- Istamboul
- Un petit slow
- Parce que je t'aime
- Si demain
- Moda Yolunda (Ma Loulou)
- Erevan (Marc Aryan chante en arménien)
- Grosses lunettes sur un petit bout de nez
- Liberté (1973)
- Le Téléphone
- Toi je te garde
- "Adieu joli Luxembourg"
- "Gino, un seul whisky"

## Anecdotes
- C'est dans le studio d'enregistrement de Marc Aryan à Ohain (le studio « Katy » près de Waterloo en Belgique) que Marvin Gaye enregistra Midnight Love, son dernier album, et que Patrick Hernandez enregistra le titre disco Born to Be Alive.Anthony Quinn est également venu enregistrer « Life itself will let you know » dans son studio.
- Dans le cadre de ses études à l'École de la Cambre de Bruxelles, Vincent Patar réalisa un clip vidéo de la chanson de Marc Aryan Tu es numéro 1 au hit-parade de mon cœur.
- Dans le film Calvaire, on peut entendre la chanson Amène ta semaine, interprétée dans la première scène par Laurent Lucas.

## Note
1. ↑  Afin de se rajeunir auprès de ses fans, il s'était fait naître en 1935. La récente réfection de sa tombe à Ohain fait apparaître sa vraie année de naissance.